# Afro Basaldella
Afro Basaldella connu sous son seul prénom Afro (né le 4 mars 1912 à Udine et mort le 24 juillet 1976 à Zurich) est l'un des principaux peintres italiens de l'art abstrait, actif au XXe siècle, aussi connu comme membre de la résistance italienne au cours de la Seconde Guerre mondiale.
Il commence comme membre de la Scuola di via Cavour, et travaille avec Alberto Burri et Lucio Fontana.

## Biographie

### Jeunesse
Né le 4 mars 1912 à Udine, dans le Frioul-Vénétie Julienne, en Italie, Afro expose son travail pour la première fois à l'âge de seize ans, aux côtés des peintures de ses frères artistes, Dino et Mirko Basaldella. Deux ans plus tard, Dino et lui remportent une bourse pour étudier l'art à Rome, grâce à une allocation de la Marangoni Arts Foundation d'Udine.

### Rome
En 1933, il expose, avec ses compatriotes frioulans Robert Bosisio, Fred Pittino et Taiuti, à la Galleria del Milione de Milan. En 1935, il participe à l'exposition d'art de la Quadriennale de Rome et il expose son travail à plusieurs reprises à la Biennale de Venise. Afro suit l'école de Rome, créant des peintures murales. En 1936, il reçoit une commande de peinture pour l'opéra d'Udine. En collaboration avec Corrado Cagli, il travaille sur de grandes peintures murales pour l'exposition universelle de 1937 qui se tient à Paris. Ses premières œuvres (1930) sont d'inspiration classique vénitienne, mais, à partir de 1937, il explore le cubisme de Picasso et de Braque.
La première exposition personnelle d'Afro a lieu en 1937 à la Galleria del Cometa à Rome. Il se rend sur l'île de Rhodes pour peindre des fresques pour l'Hôtel des Roses. En 1941, il obtient un poste de maître de conférences pour la peinture sur mosaïque à l'académie des beaux-arts de Venise. À la fin des années 1930, la peinture d'Afro commence une migration d'un style réaliste « croustillant » vers une peinture de plus en plus cubiste, expressionniste et abstraite.

### Après-guerre

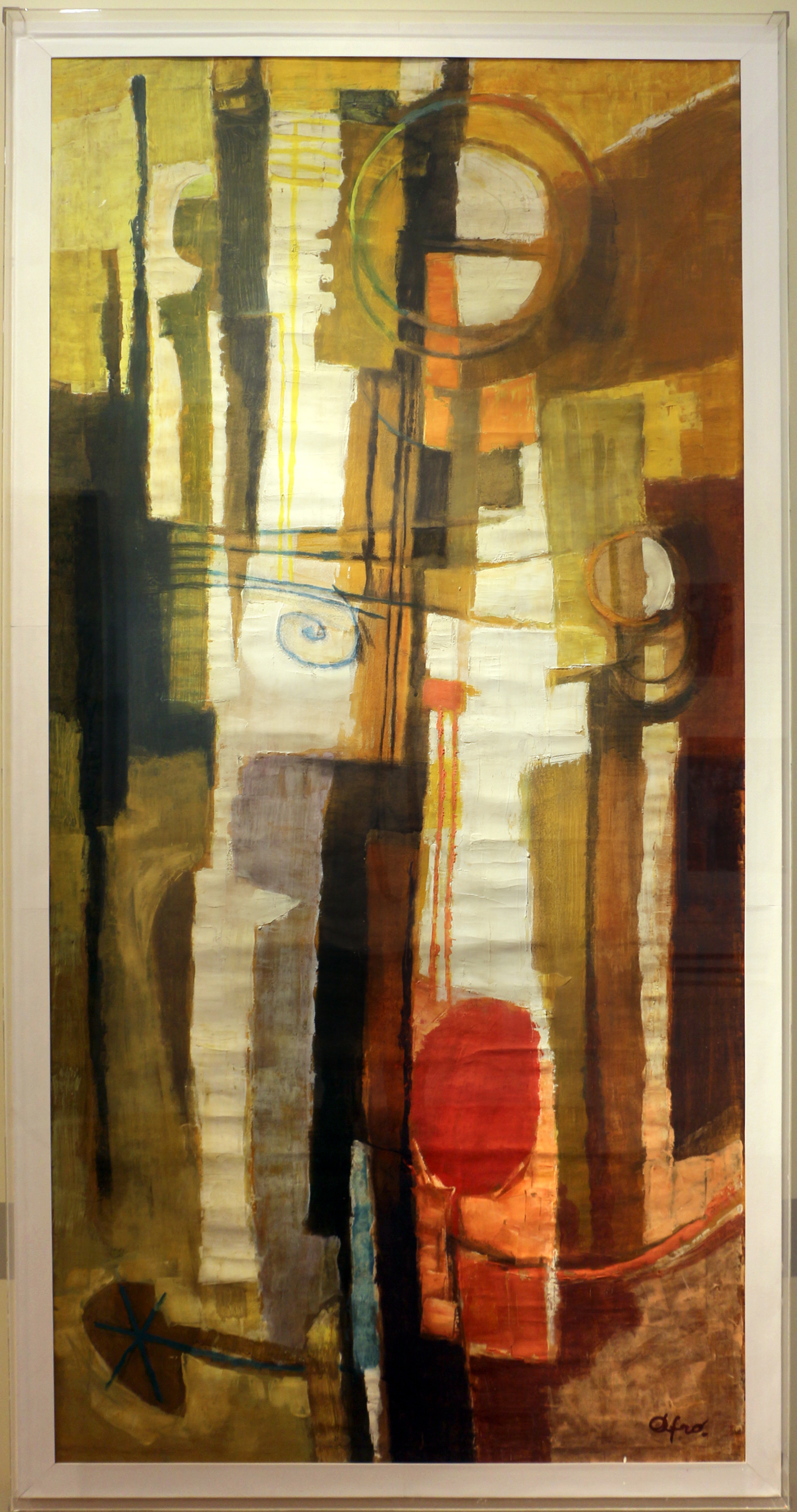
Sans titre, 1955.

À partir de 1940, son art devient expressionniste et post-cubiste et après la Seconde Guerre mondiale, il se tourne résolument vers l'abstraction à la fois analytique et synthétique du cubisme. Ses peintures, conservent des traits figuratifs, mais reprennent de plus en plus des taches néo-cubistes, influencées par son contact avec Arshile Gorky à New York où il se rend en 1950 et entame une collaboration de vingt ans avec la galerie Catherine Viviano. Dore Ashton écrit à propos d'Afro en 1955 dans Art Digest : « Comme la plupart des Italiens, Afro sait faire la fête. Le côté fantaisiste et exubérant de sa nature émerge dans les peintures récentes de haut niveau - celles dans lesquelles il s'est permis le plus de liberté et de spontanéité à ce jour. Il y célèbre les délices des sens »[réf. nécessaire].
Afro est présenté dans une exposition intitulée The New Decade: 22 European Painters and Sculptors, qui fait le tour des États-Unis. Son travail est présenté à la Documenta 1 de Cassel (Hesse), en Allemagne. Il expose avec Mattia Moreni, Antonio Corpora, Ennio Morlotti, Renato Birolli, Giuseppe Santomaso, Giulio Turcato et Emilio Vedova, anciens membres du « Fronte nuovo delle Arti » ; ensemble ils forment le « Gruppo degli Otto » (Groupe des Huit) également connu sous le nom de « Otto Pittori Italiani » (Le Huit italien),, fondé en 1952 et dissout en 1954.
Au milieu des années 1950, l'art d'Afro acquiert une réputation mondiale et il reçoit la distinction du meilleur artiste italien à la Biennale de Venise de 1956.
En 1957, il est recruté par Leon Kirchner pour enseigner pendant huit mois au Mills College d'Oakland (Californie). Alors qu'il est artiste en résidence à l'école, il réalise une peinture murale pour la Maison de l'UNESCO à Paris qui y côtoie des œuvres de Karel Appel, Jean Arp, Alexander Calder, Roberto Matta, Joan Miró, Pablo Picasso et Rufino Tamayo; nommée The Garden of Hope, c'est une peinture minimaliste à grande échelle dans de nombreuses nuances de brun,.
Afro continue à présenter son travail à l'international. Il est invité à la deuxième Documenta et organise des expositions au MIT et dans de nombreux musées européens. Il remporte le premier prix de la Triennale Carnegie de Pittsburgh et le prix italien du musée Solomon-R.-Guggenheim de New York. qui a acheté son tableau de 1957 Night Flight. En 1961, le conservateur du Guggenheim, James Johnson Sweeney, publie une monographie sur son travail, dans laquelle il écrit : « Sa couleur est sensuelle, chaude, jamais froide ; fluide, non structurelle ; bord libre, jamais de contours nets. La lumière et la couleur, l'ombre et la forme réalisent un effet d'espace suggéré par leur ordonnancement et l'inondent des gloires de ses grands prédécesseurs : cet esprit festif, cette célébration de la lumière et de la vie - de la vie par la lumière »[réf. nécessaire].
En 1965, il enseigne au New College of Florida à Sarasota, dans le nouveau département d'art.
En 1968, il est nommé professeur à l'académie des beaux-arts de Florence ; il doit quitter son poste en 1971 pour des raisons de santé[réf. nécessaire].

### Mort et postérité
Afro décède le 24 juillet 1976 à Zürich.
En 1978, la Galerie nationale d'Art moderne et contemporain de Rome lui rend hommage sous la forme d'une grande rétrospective.
En 1992, une exposition complète a eu lieu au Palais royal de Milan.
Son catalogue raisonné est présenté en novembre 1997 à l'American Academy in Rome et en 1998 à la Fondation Guggenheim de Venise[réf. nécessaire].
Son travail a été inclus dans l'exposition de 1994, The Italian Metamorphosis, 1943-1968 au musée Solomon-R.-Guggenheim.

## Sélection d'œuvres
- The Garden of Hope, grande fresque pour le siège de l'UNESCO à Paris.
- Sagra d'Uccelli, (lithographie), Musée des Beaux-Arts de San Francisco.
- Viale delle Acacie, (1967), Galerie nationale d'Art moderne et contemporain, Rome.
- Paese di notte, Via traversa, Permesso di soggiorno, Galerie municipale d'art moderne et contemporain de Turin.
- Figura rossa, Manicavento, Per Stagione nell'Ovest, Gallerie di Palazzo Leoni Montanari, Vicence.
- Natura morta (1948), Galerie nationale d'Art moderne et contemporain, Rome[15].